# Figaro e la sua gran giornata
Figaro e la sua gran giornata è un film del 1931 diretto da Mario Camerini. 
La copia è conservata alla Cineteca Nazionale (positivo non infiammabile).

## Trama
In una cittadina di provincia del Veneto si mette in scena Il barbiere di Siviglia di Gioachino Rossini. Poco prima della rappresentazione, la primadonna ha un abbassamento di voce. Il cavalier Basoto, ex-baritono, che ha assunto le redini del progetto, chiede di sostituirla a una giovane che prende lezioni di canto, ma deve cozzare contro l'intransigenza del padre della ragazza che non ne vuole sapere. La giovane si reca in teatro di soppiatto, ma il fidanzato, geloso, denuncia il fatto al genitore che arriva furibondo in scena. Il povero baritono, che anche lui ha dovuto sostituire il cantante, torna con le pive nel sacco a casa, dove trova conforto nella moglie.

## Produzione

### Altri tecnici
- Assistenti alla Regia: Giuseppe Fatigati, Raffaello Matarazzo, Mario Soldati
- Operatore alla macchina da presa: Clemente Santoni
- Fonico: Giovanni Paris